# Obere Mühle (Aarau)

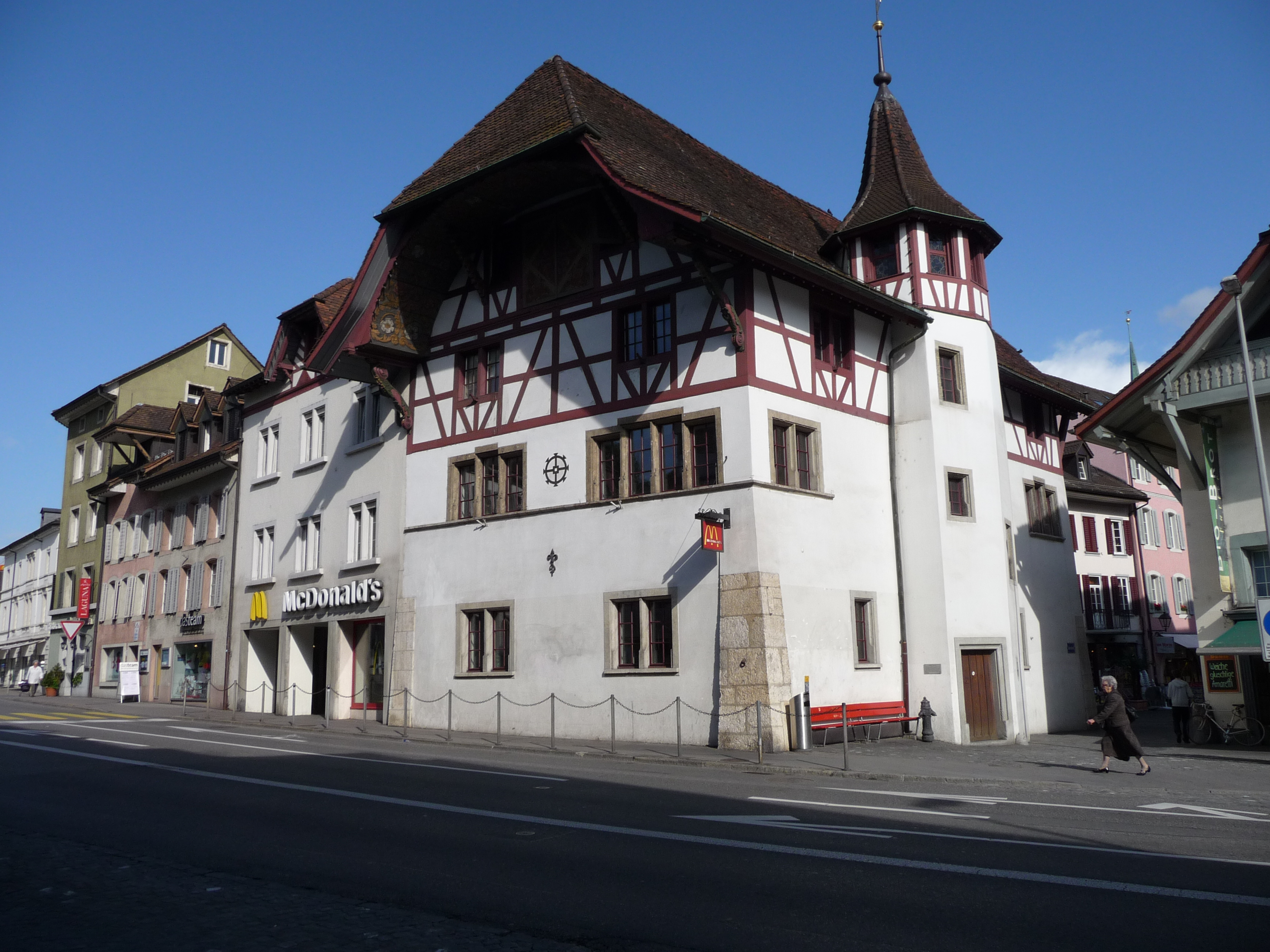
Obere Mühle

Die Obere Mühle oder Alte Mühle ist ein aus dem 17. Jahrhundert stammendes ehemaliges Mühlengebäude an der Bahnhofstrasse 5/7 in Aarau. Sie befindet sich gegenüber dem Regierungsgebäude.

## Geschichte

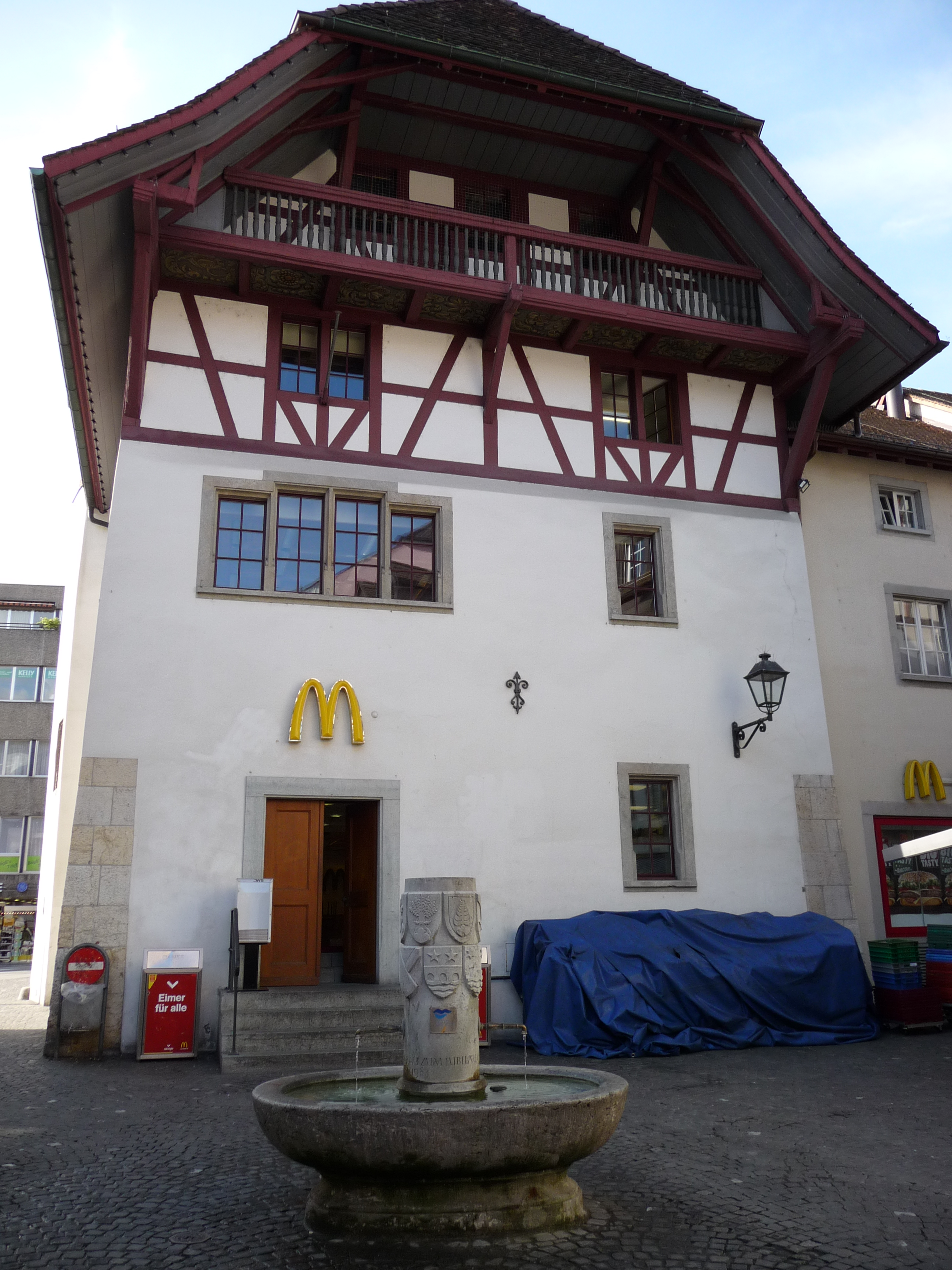
Blick von der Hinteren Vorstadt

Das Gebäude wurde 1608 als Getreidemühle erbaut. Deren Antrieb erfolgte durch den Stadtbach, wobei das Wasser durch einen hölzernen Känel über die heutige Bahnhofstrasse zugeführt wurde. Die Mühle stand früher allseitig frei und war der Blickfang des westlichen Teils der Alten Strasse (heute: Bahnhofstrasse). Sie stellte die Verklammerung der Altstadt mit dem neueren, grösseren Aarau dar.
Im Jahr 1803 ging die Mühle nach Aufhebung der Feudallasten in das Armengut der Stadt Aarau über. 1825 wurde die Inneneinrichtung umgebaut, 1854 die Mühle dem Mühleamtsfonds übertragen. Die Mühle war bis 1893 in Betrieb und wurde dann zum ersten städtischen Elektrizitätswerk («Kraftstation» genannt) umgebaut, mit dem Titel «Kraftwerk der Stadt Aarau». Dafür ersetzte man das Wasserrad durch eine Turbine, welche man 1907 wieder entfernte.
1926 richtete man Wohn- und Geschäftsräume im Gebäude ein. Zu Beginn der 1990er Jahre sorgte das Baugesuch einer amerikanischen Fast-Food-Kette, welche das Gebäude renovieren und als Restaurant nutzen wollte, für grosse Empörung und diverse Einsprachen aus der Aarauer Bevölkerung. Schliesslich gab der Stadtrat dem Baugesuch jedoch statt und seit 1995 befindet sich nach erfolgter Renovation in der Oberen Mühle ein McDonald’s-Schnellrestaurant.
Neben dem Gebäude führt eine Passage von der Bahnhofstrasse in die Hintere Vorstadt. In dieser befindet sich ein farbiges Graffito von Felix Hoffmann mit dem Titel «Bachfischet» aus dem Jahr 1956, der an den gleichnamigen Brauch erinnert. Vor der Gebäudeseite, die zur Hinteren Vorstadt weist, befindet sich der Bezirksbrunnen von Bruno Egger, der im Jahr 1983 zum Jubiläum «700 Jahre Stadtrecht» von den Gemeinden des Bezirks Aarau der Stadt gestiftet wurde.

## Architektur

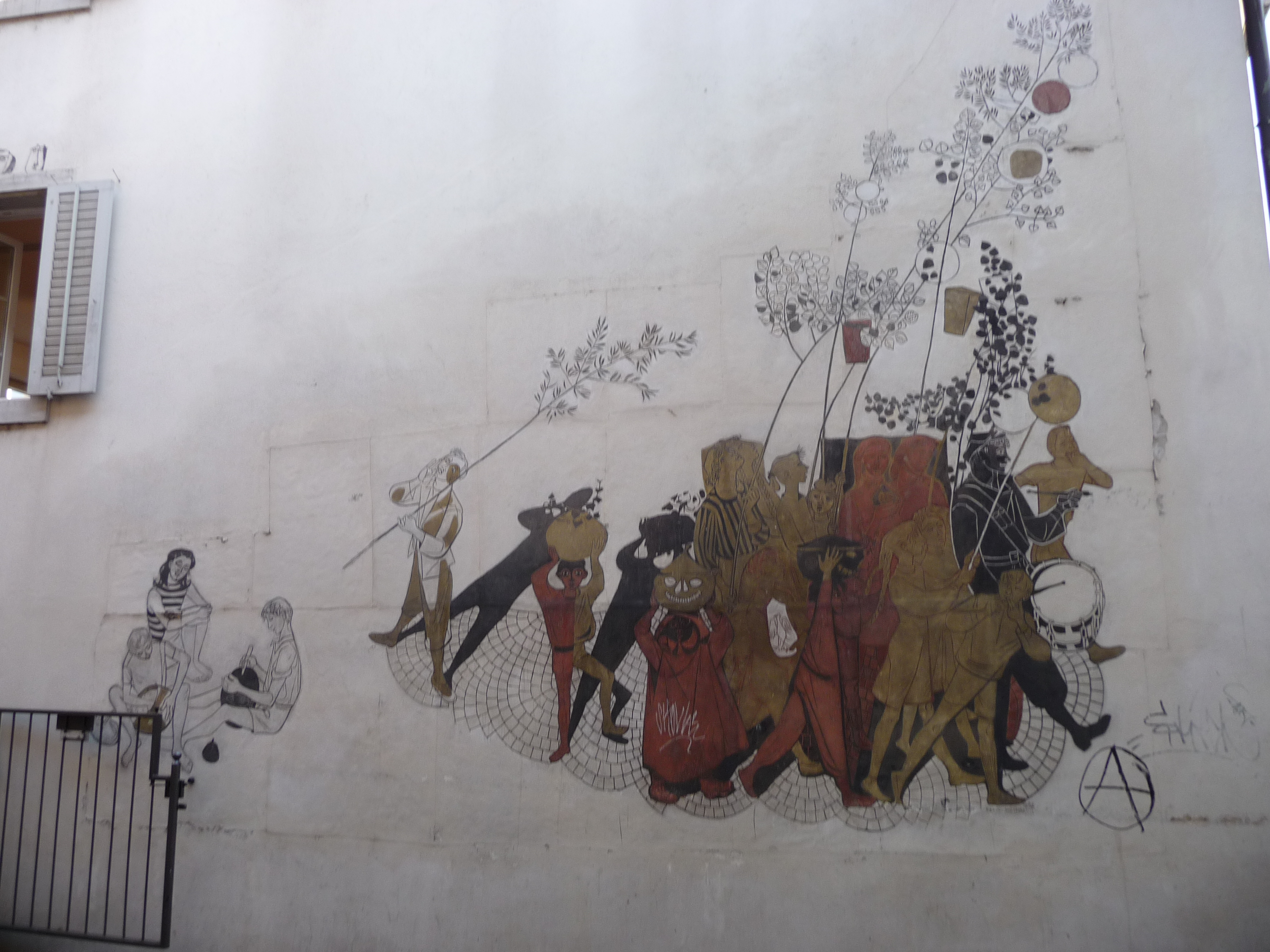
Graffito «Bachfischet»

Mit seinem dekorativen polygonalen Treppenturm wirkt das Gebäude fast wie ein kleines Schlösschen. Das oberste der drei Stockwerke wurde 1694 aufgesetzt und 1964 von Hans Jakob Gysi erneuert.
Die Mühle ist im spätgotischen Stil eines Bürgerhauses mit einem Satteldach erbaut. Das Dach besitzt leicht geknickte Flächen und ein hohes Gerschild. Auf der östlichen Langseite des dreistöckigen oblongen Kubus ist zur Hälfte ein vorstehender polygonaler Treppenturm («Schneggen») unter einem kantigen Spitzhelm vorgebaut. Die Dachründe und die geschnitzten Büge weisen barocke Akzente auf. Seit dem Umbau von 1893 fehlen im Erdgeschoss die rundbogigen Tore der Ost- und Südseite und zudem ist das äussere Bodenniveau heute tiefer gelegt. Im ersten Stockwerk befinden sich jedoch immer noch die zu dreien und vieren gekuppelten Stapelfenster. Das zweite Stockwerk zeigt einfache rechteckige Fensteröffnungen. Die eingerollten geschnitzten Büge der Südseite sind volutenförmig mit Blattmasken verziert. Auf diesen befinden sich das Wappen und die Initialen von Hans Jakob Gysi und seiner Ehefrau Barbara Stapfer.